# Jättevaran
Jättevaran (Varanus giganteus) är en ödla i släktet varaner. Trots namnet är den bara näst störst i släktet, efter komodovaran.

## Utbredning och habitat
Arten förekommer i Australien i torra regioner väster om bergskedjan Great Dividing Range. Jättevaran föredrar klippiga habitat eller annan fast mark.

## Beskrivning
I stort sett liknar djuret alla andra varaner. Kroppen är lite smalare än hos komodovaran men lite tyngre än hos arten Varanus salvadorii, som är längre. Vuxna djur når en kroppslängd upp till 2,5 meter. Jättevaranen har förmåga att gå snabbt. Liksom andra varaner kan den ställa sig på sina bakre extremiteter och svansen för en bättre översyn.
Djuret livnär sig av insekter, reptiler (inklusive andra individer av samma art), fåglar samt mindre däggdjur.
Jättevaran jagas av Australien ursprungsbefolkning för att få mat, medicin och prydnader för ceremoniella ändamål.
2005 upptäcktes av forskare från universitetet i Melbourne att jättevaranen bildar giftiga ämnen. Tidigare antogs att förlamningar och inflammationer efter bett av djuret är vanliga infektioner.

## Hot
För beståndet är inga hot kända. Hela populationen anses vara stabil. IUCN listar arten som livskraftig (LC).